# Roseline Chepngetich
Roseline Chepngetich (née le 17 juin 1997) est une athlète kényane, spécialiste des courses de demi-fond. 

## Biographie
Vainqueur du titre par équipe junior des championnats du monde de cross de 2013, elle remporte cette même année la médaille d'or du 2 000 m steeple lors des Championnats du monde jeunesse, à Donetsk. En 2014, sur 3 000 m steeple, elle se classe deuxième des championnats du monde juniors, derrière la Bahreïnienne Ruth Jebet, et remporte le titre des Jeux olympiques de la jeunesse à Nanjing en Chine.
Sélectionnée pour les championnats du monde 2015 à Pékin, elle bat son record personnel dès les séries en 9 min 25 s 91.

## Palmarès
| Date | Compétition                    | Lieu      | Résultat | Épreuve                   | Performance   |
| ---- | ------------------------------ | --------- | -------- | ------------------------- | ------------- |
| 2013 | Championnats du monde de cross | Bydgoszcz | 7e       | Course junior             | 18 min 21 s   |
| 2013 | Championnats du monde de cross | Bydgoszcz | 1re      | Course junior par équipes | 14 pts        |
| 2013 | Championnats du monde jeunesse | Donetsk   | 1re      | 2 000 m steeple           | 6 min 14 s 60 |
| 2014 | Championnats du monde juniors  | Eugene    | 2e       | 3 000 m steeple           | 9 min 40 s 28 |
| 2014 | Jeux olympiques de la jeunesse | Nanjing   | 1re      | 2 000 m steeple           | 6 min 22 s 67 |
| 2015 | Championnats du monde de cross | Guiyang   | 12e      | Course junior             | 20 min 38 s   |
| 2015 | Championnats du monde de cross | Guiyang   | 2e       | Course junior par équipes | 33 pts        |
| 2015 | Championnats du monde          | Pékin     | 15e      | 3 000 m steeple           | 9 min 46 s 08 |

### Records
| Épreuve         | Performance   | Lieu  | Date         |
| --------------- | ------------- | ----- | ------------ |
| 3 000 m steeple | 9 min 17 s 08 | Paris | 30 juin 2018 |